# Embalse Rungue
El Embalse Rungue es una depósito artificial de agua creado mediante una presa de tierra con una capacidad de 2,28 hm³. Pertenece al Ministerio de Obras Públicas de Chile, y es administrado por la Asociación de Canalistas de Tiltil.

## Ubicación, propiedad y funciones
Está ubicado a 58 km al norte de la ciudad de Santiago, en la localidad de Rungue, comuna de Tiltil, no lejos de la Ruta 5 Sur. El embalse es propiedad de la Dirección de Obras Hidráulicas del Ministerio de Obras Públicas y embalse abastece de agua para riego a la Asociación de Canalistas Embalse Rungue.: 171 

## Represa
El embalse posee una capacidad máxima aproximada de 3 hm³, pero ya en 2010 operaba solo a un 30% de su capacidad nominal aproximadamente. Las medidas observadas de la represa son:
- Ancho coronamiento: 6,8 m
- Largo coronamiento: 150 m
- Talud de aguas arriba: 25°
- Talud aguas abajo: 30°
- Altura total muro: 21 m
- Altura coronamiento-nivel de agua: 7 m
- Altura coronamiento-pie de talud aguas abajo: 22 m

El muro está compuesto por una arcilla algo arenosa de color café claro, plasticidad baja y consistencia alta. Posee revestimiento de enrocado en ambos taludes.: 171 

### Refuerzos
Tras sismos del año 1965 se constataron dos grietas en el muro y una en el vertedero. Para prevenir sobrecargas excesivas a causa de crecidas extremas, la Dirección de Riego hizo en 1979 ampliar los vertederos existentes, comenzar un programa de sondajes y otras mejoras a la presa.: 58 
Tras el terremoto de 2010 no se observaron daños.: 171 

### Término de la vida útil
El año 2012 cumpliría la vida útil para la cual fue diseñado (actualmente solo es posible utilizar 2/3 de su capacidad), pero se está estudiando su ampliación.

## Hidrología
El tranque recibe las aguas provenientes del estero Rungue y del estero Caleu.: 58  Este embalse se alimenta de la cuenca asociada al estero Montenegro, que es otro nombre dado al estero Tiltil. El área asociada a la cuenca del embalse Rungue es de 141 km².

## Situación hídrica en 2018-19
| Volumen almacenado Embalse Rungue                                |                                                                  |
| ---------------------------------------------------------------- | ---------------------------------------------------------------- |
| Gráfico no disponible temporalmente debido a problemas técnicos. |                                                                  |
| Volumen promedio histórico Contenido 2018-19                     |                                                                  |
|                                                                  | Gráfico no disponible temporalmente debido a problemas técnicos. |

En el último año el embalse no ha almacenado agua.